# Де Кастро, Жозуэ
Жозуэ Аполонио де Кастро (Жозуэ Аполониу ди Ка́стру, порт.-браз. Josué Apolônio de Castro; 5 сентября 1908, Ресифе, Бразилия — 24 сентября 1973, Париж, Франция) — бразильский и французский врач, многосторонний учёный (антрополог, гигиенист, социолог, физиолог), философ

, общественный и политический деятель.

## Биография
Родился 5 сентября 1908 года в Ресифе. Он поступил в Федеральный университет Рио-де-Жанейро дважды — в 1924 году на медицинский факультет и в 1933 году на философский, где, проучившись в общей сложности 10 лет (с перерывом; 1929 и 1938 гг.) на этих факультетах, получил 2 диплома. С 1939 года стал профессором философии этого университета, а затем назначен на должность директора института питания при нём. Жозе де Кастро тянуло как к медицинской, так и к философской деятельностям. На медицинском поприще он работал в области гигиены и физиологии, а на философском — в области антропологии и социологии. Ему пришлось преподавать антропологию, социально-экономическую географию и физиологию.
В годы Второй мировой войны возглавлял Департамент продовольствия Бразилии. Принимал активное участие в продовольственной и сельскохозяйственной комиссиях при ООН. С 1951 года был избран Председателем Исполкома ФАО при ООН. Проводил большую организационную работу по борьбе с голодом в развивающихся странах. Покинул свой пост в 1955 году в знак протеста против политики США. В 1957 году основал Всемирную организацию по борьбе с голодом и вскоре стал её президентом. В 1961 году основал международную ассоциацию врачей под названием «Условия жизни и здоровье», где также стал президентом.
Два срока был членом парламента Бразилии (1955—1963), представляя штат Пернамбуку от Бразильской рабочей партии, боролся за аграрную реформу. В 1963 году стал послом Бразилии в европейской штаб-квартире Организации Объединенных Наций в Женеве. В то время он слыл личностью международной известности, способной собрать аудиторию в 3500 человек во французском городе Руан. В результате государственного переворота 1964 года был отстранён военной диктатурой от должности, а его политические права были приостановлены; доживал свою жизнь в Париже.

## Работы
Основные научные работы Кастру посвящены антропологии, физиологии, гигиене питания и вопросам обеспечения населения земного шара продуктами питания, борьбы с голодом и нищетой. Особенно большую известность получили его книга «География голода» (1946, русский перевод 1954) и продолжавшая её «Геополитика голода», переведённая на 26 языков и получившая награду Фонда Франклина Д. Рузвельта. Также оставил воспоминания о своём детстве — «О людях и крабах».
Опираясь на анализ обширного статистического материала, доказывал, что основной причиной широкого распространения голода является эксплуатация человека и Земли, а также что радикальное разрешение глобальной проблемы голода невозможно без ликвидации колониальной системы и коренных социально-экономических преобразований. Хотя в некоторых случаях автор пытался перенести на жизнь общества биологические закономерности, но резко выступал против неомальтузианства, географического детерминизма и особенно против расизма и подобных реакционных теорий: «Причина голода и нищеты на земле не в излишнем количестве людей, а скорее в том, что работают немногие, а кормить надо многих».
В работе «Чёрная книга голода» критикует капитализм как «цивилизацию, основанную на бесчеловечной эксплуатации богатств колоний посредством разрушительной экономической системы» : «…Так называемые слаборазвитые народы, уже разглядели, какое глубокое противоречие существует между моральными заповедями равенства, братства и гуманизма, которые проповедуют теоретики западной цивилизации, и циничной, звериной борьбой из-за прибылей, которую ведут торгашеские объединения, господствующие в индустриальных странах».

## Членство в обществах
- 1951—73 — Председатель Исполкома Продовольственной и сельскохозяйственной организации ООН.
- 1963—73 — Иностранный член АМН СССР.
- Президент Всемирной ассоциации по борьбе с голодом.
- Президент Международной ассоциации врачей Условия жизни и здоровье.

## Награды и премии
- Офицер ордена Почётного легиона.
- 1955 — Международная премия Мира.
- 2006 — Орден Культурных заслуг (посмертно).